# Dumitru Boabeș
Dumitru Boabeș (n. 7 mai 1951, Păuca, Sibiu – d. 25 octombrie 2016, Oltenița, România) a fost un deputat român în legislatura 2000-2004, ales în județul Călărași pe listele partidului PSD și un om politic român, desemnat de alianța PSD-PC drept candidat pentru Camera Deputaților in Colegiul Uninominal numărul 5, județul Călărași (incluzând localitățile Oltenița, Căscioarele, Chiselet, Chirnogi, Crivăț, Mitreni, Radovanu, Spanțov, Ulmeni) pentru alegerile din noiembrie 2008. Boabeș a câștigat mandatul pentru Camera Deputaților la alegerilor parlamentare de la 30 noiembrie 2008. În legislatura 2000-2004, Dumitru Boabeș a fost membru în grupurile parlamentare de prietenie cu Republica Cuba, Republica Finlanda și Republica Portugheză iar în legislatura 2008-2012 a fost membru în grupurile parlamentare de prietenie cu Republica Cuba și Republica Bulgaria.

## Studii
Dumitru Boabeș s-a născut la 7 mai 1951 în comuna Păuca din județul Sibiu, fiind cel mai mare dintr-o familie de șase copii. După absolvirea Școlii Generale din comună a urmat Liceul Agricol din Sibiu și apoi Facultatea de Medicină Veterinară din București (anul absolvirii: 1976).
În 1999 a susținut teza de doctorat la Universitatea de Științe Agricole din București, obținând diploma de Doctor în Științe Medicale Veterinare.

## Activitate personală și profesională
A cunoscut Oltenița după ce a participat în anul 1972 la lucrările de îndiguire din timpul inundațiilor puternice care au afectat zona. Se stabilește în Oltenița în 1973, an în care se căsătorește cu Elena Iacob (născută în comuna Radovanu, județul Călărași).
Din 1976 până în 1999 și-a desfășurat activitatea la Comsuin Ulmeni (denumire inițială: ISCIP Ulmeni), începând ca muncitor, apoi ca șef de fermă, Director Tehnic și Director General. În perioada 1988-1990 a fost și Director Adjunct la Direcția Agricolă a județului Călărași.
În legislatura 2000-2004 a fost Deputat în Parlamentul României din partea PSD. Din 2004 până în 2016 a fost Director Tehnic la Nutricom SA Oltenița.
Dumitru Boabeș a intrat în viața politică în 1999 prin înscrierea în Partidul Social Democrat (PSD), fiind singurul partid din care a făcut parte în această perioadă.
A încetat din viață în 25 octombrie 2016, la Oltenița.